# Cantó de Rioz
El cantó de Rioz és un cantó francès del departament de l'Alt Saona, situat al districte de Vesoul. Té 27 municipis i el cap és Rioz.

## Municipis
- Aulx-lès-Cromary
- Boulot
- Boult
- Bussières
- Buthiers
- Chambornay-lès-Bellevaux
- Chaux-la-Lotière
- Cirey
- Cordonnet
- Cromary
- Fondremand
- Hyet
- Maizières
- La Malachère
- Montarlot-lès-Rioz
- Neuvelle-lès-Cromary
- Pennesières
- Perrouse
- Quenoche
- Recologne-lès-Rioz
- Rioz
- Sorans-lès-Breurey
- Traitiéfontaine
- Trésilley
- Vandelans
- Villers-Bouton
- Voray-sur-l'Ognon

## Història
| Data d'elecció                           | Identitat             | Partit                     | Qualitat |
| ---------------------------------------- | --------------------- | -------------------------- | -------- |
| 1945-1951                                | Jules Démoly          | PCF                        |          |
| 1951-1964                                | M. Oudin              | Divers droite              |          |
| 1964-1976                                | Jean-Marcel Jeanneney | UDR, després centrista     |          |
| 1976-1988                                | Jacques Varin         | Divers droite, després UDF |          |
| 1988-                                    | Yves Krattinger       | PS                         |          |
| les dades anteriors no són pas conegudes |                       |                            |          |
|                                          |                       |                            |          |

## Demografia
| A partir de 1990: Població sense dobles comptes |